# Fear Factor
Fear Factor var i grunden ett holländskt TV-koncept som är utvecklat av Jean Michel de Bogart under namnet Now or Neverland.
TV-programmet är av realitytyp där deltagarna ställs inför ett antal stycken utmaningar i varje program. Utmaningarna är utformade på så vis att fobierna ska prövas hos de tävlande. Den som klarar alla utmaningar på bäst tid vinner en prissumma. I vissa program har kändisar tävlat. Programmet har sänts under samma namn i Albanien, Arabvärlden, Australien, Kroatien, Danmark, Frankrike, Tyskland, Grekland, Indien, Indonesien, Malaysia, Mexiko, Nederländerna, Nya Zeeland, Norge, Filippinerna, Polen, Portugal, Rumänien, Sydafrika, Sverige, Turkiet, Storbritannien och USA.
I USA sändes programmet mellan 2001 och 2006 med totalt 142 avsnitt med Joe Rogan som programledare. I december 2011 började man sända nya avsnitt av serien i USA. I Sverige sändes programmet med Paolo Roberto som programledare i TV3 under 2002 i 10 avsnitt. Produktionsdesigner för den svenska versionen var Magnus Ahlström.
2017 tog MTV över serien med Ludacris som programledare.